# Daniel Arzani
Daniel Arzani (* 4. Januar 1999 in Chorramabad, Iran) ist ein australischer Fußballspieler. Der offensive Mittelfeldspieler steht bei Melbourne Victory in der A-League unter Vertrag und ist australischer Nationalspieler.

## Kindheit und Familie
Daniel Arzani wurde 1999 in der iranischen Stadt Chorramabad geboren. Er zog mit seiner Familie im Alter von sechs Jahren nach Australien und wuchs in Sydney mit Straßenfußball und Futsal auf.

## Karriere

### Vereine
Arzani begann seine Karriere bei der Jugendabteilung des Vereins Sydney FC. 2016 wechselte er zunächst in die zweite Mannschaft des Melbourne City FC. Im Finale der A-League National Youth League 2017 schoss er das entscheidende Tor zum Finalsieg.
Arzani wechselte in der folgenden Spielzeit zur ersten Mannschaft des Melbourne City FC. Sein erstes Tor in der A-League schoss er am 25. Januar 2018 gegen die Newcastle United Jets.
Im August 2018 wurde Arzani an den schottischen Erstligisten Celtic Glasgow verliehen. Sein Debüt gab er am 31. Oktober 2018 im Ligaspiel der Scottish Premiership gegen den FC Dundee, als er für Odsonne Édouard eingewechselt wurde. In seinem ersten Pflichtspiel für Celtic zog er sich eine schwerwiegende Verletzung des Kreuzband zu, wodurch er bis Januar 2020 verletzt ausfiel. Sein einziger Einsatz danach für Celtic war eine Einwechselung kurz vor Spielende in einem Pokalspiel.
Anfang August 2020 wurde eine Ausleihe für die Saison 2020/21 zum niederländischen Verein FC Utrecht vereinbart.
Einen Tag nach seiner Rückkehr folgte die Leihe zum Aarhus GF in die Superligaen.

### Nationalmannschaft
Arzani durchlief die U17-, U20- und U23-Jugendmannschaften der australischen Nationalmannschaft. Er wurde in das Aufgebot der U16-Asienmeisterschaft 2014 und in jenes der U17-WM 2015 berufen. Als er vor der Wahl stand, international für sein Geburtsland Iran oder seine jetzige Heimat Australien zu spielen, entschied er sich für letztere.
Im Alter von 19 Jahren wurde Arzani in den vorläufigen Kader der australischen Nationalmannschaft für die WM 2018 in Russland berufen. Sein erstes Spiel in der A-Auswahl bestritt er am 1. Juni 2018 in einen Freundschaftsspiel gegen Tschechien. Am folgenden Tag nominierte Nationaltrainer Bert van Marwijk ihn in den endgültigen Kader für die WM. Er wurde in allen drei Gruppenspielen gegen Frankreich, Dänemark und Peru jeweils eingewechselt.

## Erfolge und Auszeichnungen
- 2017: Pokal der A-League National Youth League
- 2018: Bester Nachwuchsspieler der A-League[12]